# Preghiera per i morti
Le religioni che condividono la fede in un giudizio futuro, in una risurrezione dei morti o in un purgatorio spesso offrono a Dio la preghiera per i morti.

## Buddhismo
Per la maggior parte dei funerali che seguono la tradizione del buddismo cinese, le pratiche comuni includono cantare il nome di Amitabha o recitare scritture buddiste come lo Kṣitigarbhasūtra, l’Amitabha Sutra , il Sutra del Diamante o una combinazione di scritture buddiste classiche, come il Mantra della Grande Compassione Dhāraṇī, il Sutra del Cuore, il Mantra della Rinascita della Terra Pura Amitabha e Sapta Atitabuddha Karasaniya Dharani (o ‘’Qi Fo Mie Zui Zhen Yan’’ 七佛滅罪真言). ). 
Altre pratiche includono l offerta di rifugio Ritsu , il nianfo dei Buddhismo della Terra Pura o il canto della rinascita della Terra Pura Dhāraṇī, mentre i buddisti tibetani cantano ripetutamente ‘’Om mani padme hum’’ . . Preghiere come Namo Ratnasikhin Tathagata sono per gli animali.

## Cristianesimo
Un passaggio del Nuovo Testamento che alcuni considerano una preghiera per i morti si trova in 2 Timoteo 1:16–18, che recita quanto segue:
Come per i versi di 2 Maccabei, questi versi riflettono il desiderio profondo che Dio tratterà misericordiosamente il defunto "in quel giorno" (forse il Giorno del Giudizio, vedi anche Escatologia). Non è detto che Onesiforo fosse morto, anche se alcuni studiosi lo deducono, basandosi sul modo in cui questo si riferisce a lui solo al passato, e prega per le benedizioni presenti sulla sua famiglia, ma per lui solo "in quel giorno". E verso la fine della stessa lettera, in2 Timoteo 4,19, troviamo un saluto a "Prisca e Aquila, e la casa di Onesiforo", che distingue la situazione di Onesiforo da quella di Prisca e Aquila ancora viventi.

### Tradizione
La preghiera per i morti è ben documentata all'interno del Cristianesimo primitivo, sia tra importanti Padri della Chiesa che nella comunità cristiana in generale. Nell'Ortodossia orientale i cristiani pregano per "quelle anime che sono partite con fede, ma senza aver avuto il tempo di portare degni frutti di pentimento". Nella Chiesa cattolica l'assistenza che i defunti ricevono con la preghiera in loro favore è legata al processo di purificazione noto come Purgatorio.  Mentre la preghiera per i morti continua sia in queste tradizioni che in quelle dell'Ortodossia orientale e della Chiesa assira d'Oriente, molti gruppi protestanti rifiutano la pratica.
La tomba del cristiano Abercio di Ierapoli in Frigia (ultima parte del II secolo) reca l'iscrizione: "Ogni amico che osserva questo preghi per me", cioè Abercio, che da sempre parla in prima persona.
Le iscrizioni nelle catacombe romane testimoniano analogamente la pratica, con la presenza di frasi come:
- Possa tu vivere tra i santi (3º secolo)[1];
- Possa Dio rinfrescare l'anima di...[1];
- La pace sia con loro.[1]

Tra gli scrittori della Chiesa Tertulliano († 230) è il primo a menzionare le preghiere per i morti: «La vedova che non prega per il marito morto è come se avesse divorziato da lui». Questo passaggio ricorre in uno dei suoi scritti successivi, risalente all'inizio del III secolo. Allo stesso modo, scrittori successivi menzionano la pratica come prevalente, non come illegale o addirittura contestata (fino a quando Ario non la sfidò verso la fine del IV secolo). L'esempio più famoso è la preghiera di sant'Agostino per sua madre, santa Monica, alla fine del 9° libro delle sue Confessioni, scritte intorno al 398.
Un elemento importante nelle liturgie cristiane sia in Oriente che in Occidente era costituito dai dittici, o elenchi di nomi di vivi e morti commemorati nell'Eucaristia. Essere inseriti in queste liste era una conferma della propria ortodossia, e da tale pratica emerse la canonizzazione ufficiale dei santi; d'altra parte, la rimozione di un nome era una forma di condanna.
A metà del III secolo, san Cipriano ingiunse che non vi fosse alcuna oblazione o preghiera pubblica a favore di un laico defunto che fosse stato nominato curatore testamentario, infrangendo le regole della Chiesa: "Non dovrebbe essere nominato nella preghiera dei sacerdoti colui che ha fatto del suo meglio per trattenere il clero dall'altare".
Sebbene non sia possibile, di regola, datare le parole esatte usate nelle liturgie antiche, tuttavia la ricorrenza universale di questi dittici e di precise preghiere per i defunti in tutte le parti della Chiesa cristiana , orientale e occidentale, nel IV e nel V secolo mostra quanto fossero primitive tali preghiere. Il linguaggio usato nelle preghiere per i defunti è quello di chiedere riposo e libertà dal dolore e dal pianto. Un brano della Liturgia di san Giacomo recita:
(Liturgia di san Giacomo)
Le preghiere pubbliche venivano offerte solo per coloro che si credeva fossero morti come fedeli membri della Chiesa. Tuttavia, si credeva che santa Perpetua, martirizzata nel 202, fosse stata incoraggiata in visione a pregare per suo fratello, morto all'ottavo anno, quasi certamente non battezzato; e una visione successiva le assicurò che la sua preghiera era stata esaudita e che era stato traslato dalla punizione. Sant'Agostino ritenne opportuno sottolineare che la narrazione non era Scrittura canonica e sostenne che il bambino era stato forse battezzato.

### Cristianesimo orientale

#### Teologia
Le Chiese ortodosse orientali rifiutano il termine " purgatorio ". La preghiera per i defunti è incoraggiata nella convinzione che sia utile per loro, sebbene non sia chiarito in che modo le preghiere dei fedeli aiutino i defunti. Gli ortodossi orientali credono semplicemente che la tradizione insegna che le preghiere dovrebbero essere fatte per i morti.
San Basilio Magno (379 d.C.) scrive nella sua ‘’Terza Preghiera in ginocchio di Pentecoste’’: "O Cristo nostro Dio... (che) in questa festa perfetta e salvifica, sei gentilmente lieto di accettare preghiere propiziatorie per coloro che sono imprigionati nel’Ade, promettendo a noi che siamo tenuti in schiavitù una grande speranza di liberarci dai veleni che ci ostacolano e li hanno ostacolati, ... manda la tua consolazione ... e stabilisci le loro anime nelle dimore dei giusti; e gentilmente garantisci pace e perdono a loro, perché i morti non ti loderanno, o Signore, né quelli che sono all'Inferno si ardiranno a offrirti una confessione, ma noi che siamo vivi ti benediremo, pregheremo e ti offriremo preghiere e sacrifici propiziatorie per le loro anime».
San Gregorio il Dialogista († 604) nei suoi famosi ‘’Dialoghi’’ (scritti nel 593) insegna che:  «Il Santo Sacrificio (Eucaristia) di Cristo, nostra Vittima salvifica, reca grandi benefici alle anime anche dopo la morte, purché i loro peccati (che siano tali) possano essere perdonato nella vita a venire". Tuttavia, prosegue san Gregorio, la pratica della preghiera per i morti da parte della Chiesa non deve essere una scusa per non vivere una vita pia sulla terra. "La via più sicura, naturalmente, è fare per noi stessi durante la vita ciò che speriamo che gli altri facciano per noi dopo la morte". Padre Seraphim Rose († 1982) affermò: «La preghiera della Chiesa non può salvare chi non augura la salvezza, o chi non ha mai offerto alcuna lotta (podvig) per sé stesso durante la propria vita."

#### Prassi ortodossa orientale
Le varie preghiere per i defunti hanno lo scopo di pregare per il loro riposo, di confortare i vivi e di ricordare a coloro che rimangono della propria mortalità. Per questo motivo, i servizi liturgici commemorativi hanno un'aria di penitenza.
Le preghiere della Chiesa per i defunti iniziano al momento della morte, quando il sacerdote conduce le Preghiere alla dipartita dell'anima, consistenti in un canone speciale e in alcune preghiere di liberazione. Quindi il corpo viene lavato, vestito e deposto nella bara, dopodiché il sacerdote inizia il Primo Panikhida (servizio di preghiera per i defunti). Dopo il Primo Panikhida, la famiglia e gli amici iniziano a leggere il Salterio ad alta voce accanto alla bara. Questa lettura continua e si conclude fino al mattino successivo, in cui di solito si tengono i funerali, fino al momento dell'orthros.
I cristiani ortodossi offrono preghiere particolarmente ferventi per i defunti nei primi 40 giorni dopo la morte. Tradizionalmente, oltre al servizio del giorno della morte, il servizio funebre viene svolto su richiesta dei parenti di un individuo defunto nelle seguenti occasioni:
- Terzo giorno dopo la morte[26]
- Nono giorno
- Quarantesimo giorno
- Primo anniversario della morte
- Terzo anniversario (alcuni chiedono una commemorazione ogni anno in occasione dell'anniversario della morte)

Oltre ai Panikhida per gli individui, ci sono anche diversi giorni durante l'anno riservati a speciali commemorazioni generali dei morti, in cui si prega collettivamente per tutti i cristiani ortodossi defunti (questo è soprattutto a beneficio di coloro che non hanno nessuno sulla terra che preghi per loro). In questi giorni, oltre al normale Panikhida, ci sono aggiunte speciali ai Vespri e al Mattutino, oltre ai propri per i defunti aggiunti alla Divina Liturgia. Questi giorni di memoria generale sono:
- due sabati prima dell'inizio della Grande Quaresima (in alcune tradizioni famiglie e amici offriranno Panikhida per i loro cari durante la settimana, culminando nella commemorazione generale del sabato):
- Il secondo sabato della Grande Quaresima;
- Il terzo sabato della Grande Quaresima;
- il quarto sabato della Grande Quaresima;
- Radonitsa (il secondo martedì dopo Pasqua).
- Il sabato prima di Pentecoste ;(in alcune tradizioni, famiglie e amici offrono la ‘’Panikhida’’ per i loro cari durante la settimana, culminando nella commemorazione generale del sabato)
- il sabato prima della festa di San Demetrio (il 26 ottobre). Nella Chiesa ortodossa bulgara c'è una commemorazione dei morti il sabato prima della festa di San Michele Arcangelo , l'8 novembre anziché il sabato dedicato a san Demetrio.

La forma più importante di preghiera per i defunti si trova nella Divina Liturgia. Le particole vengono tagliate dal prosforo durante la Proskomedie all'inizio della Liturgia. Queste particelle sono poste sotto l'Agnello (Ostia) sul discos, dove rimangono per tutta la Liturgia. Dopo la Comunione dei fedeli, il diacono spazzola queste particelle nel calice, dicendo: "Lava via, o Signore, i peccati di tutti coloro che qui sono commemorati, dal tuo Preziosissimo Sangue, attraverso le preghiere di tutti i tuoi santi". Di questo atto, San Marco di Efeso dice: "Non possiamo fare niente di meglio o di più grande per i defunti che pregare per loro, commemorandoli nella Liturgia. Di questo hanno sempre bisogno. ...Il corpo allora non sente nulla: [il corpo di] quelli che si sono radunati non vede la sua chiusura, non sente il profumo dei fiori, non sente le orazioni funebri. Ma l'anima sente le preghiere offerte per essa ed è grata a coloro che le fanno, e gli è spiritualmente vicina".."
Normalmente, i candidati alla santità, prima della loro glorificazione (canonizzazione) come santi, sono commemorati durante il servizio liturgico della ‘’Panikhida’’.. Quindi, alla vigilia della loro Glorificazione, viene servito un requiem particolarmente solenne , noto come "L'ultimo Panikhida".

#### Chiesa cattolica
In Occidente è ampiamente testimoniata l'usanza di pregare per i defunti nelle iscrizioni delle catacombe, con le loro continue preghiere per la pace e il ristoro delle anime dei defunti e nelle prime liturgie, che comunemente contengono commemorazioni dei defunti; anche Tertulliano, Cipriano e altri Padri della Chiesa occidentali testimoniano la pratica regolare di pregare per i morti tra i primi cristiani.
Tuttavia, nel caso dei cristiani martiri, si è ritenuto inopportuno pregare "per" i martiri, poiché si credeva che non avessero bisogno di tali preghiere, essendo passati immediatamente alla visione beatifica del Cielo. Se in teoria la preghiera per coloro che sono all'Inferno (inteso come la dimora della perdizione eterna) sarebbe inutile, tuttavia poiché non c'è certezza di questo, le preghiere erano offerte per tutti i morti, ad eccezione di coloro che si crede siano in cielo. Così, le preghiere erano offerte per tutti coloro che sono nell'Ade, la dimora dei morti che non è identificabile col Paradiso, a volte equiparata all’"inferno”. Con lo sviluppo della dottrina del Purgatorio, la preghiera per i defunti si focalizzò a favore di colore che vivevano in questo luogo o stato; e, vista la certezza che mediante il processo di purificazione e con l'aiuto delle preghiere dei fedeli erano destinati al cielo, venivano chiamate “sante anime”.
Furono posti dei limiti all'offerta pubblica della Messa per i non battezzati, i non cattolici e i famigerati peccatori, ma per loro si potevano recitare preghiere e persino la Messa in privato. Il Codice di diritto canonico vigente nella Chiesa Cattolica afferma che, a meno che l'interessato non abbia dato qualche segno di pentimento prima della morte, nessuna forma di messa funebre può essere offerta per i peccatori di scisma, eresia e apostasia, per coloro che per motivi anticristiani scelsero la cremazione dei loro corpi e per gli altri peccatori manifesti ai quali non si poteva concedere un funerale in Chiesa senza pubblico scandalo dei fedeli.
D'altra parte, «in mancanza di un proprio ministro, i battezzati appartenenti a una Chiesa o comunità ecclesiale acattolica possono, secondo il prudente giudizio dell'Ordinario del luogo, essere ammessi ai riti funebri ecclesiastici, a meno che non sia stabilito che non lo desideravano».
Durante la strage della prima guerra mondiale, papa Benedetto XV il 10 agosto 1915 permise a tutti i sacerdoti ovunque di celebrare tre messe nel giorno dei defunti . Le due messe supplementari non dovevano in alcun modo giovare allo stesso sacerdote: una doveva essere offerta per tutti i fedeli defunti, l'altra per le intenzioni del papa, che allora si presumeva fossero per tutte le vittime di quella guerra. Il permesso rimase.
Ogni Preghiera Eucaristica, compreso il Canone Romano dell'Ordine della Messa , contiene una preghiera per i defunti.
Nella Communio Sanctorum, la Chiese luterana e cattolica in Germania hanno convenuto che la preghiera per i morti «corrisponde alla comunione in cui siamo legati insieme in Cristo ... con coloro che sono già morti per pregare per loro e lodarli ... alla misericordia di Dio». 
Allo stesso modo, negli Stati Uniti, la Chiesa evangelica luterana e la Chiesa cattolica hanno formulato una dichiarazione dal titolo ‘’The Hope of Eternal Life’’, che affermava che "c'è comunione tra i vivi e i morti attraverso la divisione della morte. ...La raccomandazione orante dei morti a Dio è salutare all'interno di una liturgia funebre. ...In quanto la risurrezione dei morti e il generale giudizio finale sono eventi futuri, è opportuno pregare per la misericordia di Dio a favore di ogni persona, affidandola alla misericordia di Dio».

#### Chiesa luterana
Per consolare le donne i cui figli non erano nati e non erano stati battezzati, Martin Lutero scriveva nel 1542: "In sintesi, badate di essere soprattutto un vero cristiano e di insegnare un vivo desiderio e pregare Dio con vera fede, sia in questo o in qualsiasi altro problema. Quindi non essere costernata per tuo figlio o per te stessa. Sappi che la tua preghiera è gradita a Dio e che Dio farà tutto molto meglio di quanto tu possa comprendere o desiderare. "Invocami", dice nel Salmo 50. "Nel giorno della sventura, io ti libererò e tu mi glorificherai". Per questo motivo, non dobbiamo condannare tali bambini. I credenti e i cristiani hanno dedicato loro la propria brama e la propria preghiera". Nello stesso anno 1542 affermò nella sua Prefazione agli Inni funerari: "Di conseguenza, abbiamo rimosso dalle nostre chiese e abolito completamente gli abomini papisti, come le veglie, le messe per i defunti, le processioni, il purgatorio, e ogni altro pasticcio a favore dei defunti".
I riformatori luterani sminuirono il valore della preghiera per i defunti, perché ritenevano che la pratica avesse portato a molti abusi e persino a false dottrine, in particolare la dottrina del purgatorio e della Messa come sacrificio propiziatorio per i defunti. Tuttavia, riconobbero che la Chiesa primitiva aveva praticato la preghiera per i morti e la accettarono in linea di principio. Così nel Libro della Concordia del 1580, la Chiesa luterana insegnava:
... sappiamo che gli antichi parlano di preghiera per i morti, che noi non vietiamo; ma disapproviamo l'applicazione ‘’ex opere operato’’ della Cena del Signore a favore dei morti.
La più grande denominazione luterana negli Stati Uniti, la Chiesa evangelica luterana in America, "ricorda i fedeli defunti nelle Preghiere del Popolo ogni domenica, compresi quelli che sono recentemente morti e quelli commemorati nel calendario dei santi della chiesa"". Nei riti funebri della Chiesa evangelica luterana, "si prega per i defunti" usando lodi: «tieni nostra sorella/fratello... in compagnia di tutti i tuoi santi. E alla fine... risuscitala/loro fino a condividere con tutti i fedeli la gioia e la pace senza fine conquistate mediante la gloriosa risurrezione di Cristo nostro Signore». La risposta a queste preghiere per i morti in questa liturgia luterana è la preghiera dell'Eterno riposo: "Riposa eterno dona a lui, o Signore, e fa' risplendere su di lui la luce perpetua".
D'altra parte, l'edizione del Piccolo Catechismo di Lutero, ampiamente utilizzata tra i comunicanti del Sinodo della Chiesa luterana del Missouri, raccomanda:
Per chi dobbiamo pregare?... Dovremmo pregare per noi stessi e per tutte le altre persone, anche per i nostri nemici, ma non per le anime dei morti.
Questa domanda e questa risposta non compaiono nel testo originale di Lutero, ma riflettono le opinioni dei luterani del ventesimo secolo che hanno aggiunto questa spiegazione al catechismo. Allo stesso modo, la denominazione luterana conservatrice WELS insegna:
I luterani non pregano per le anime dei defunti. Quando una persona muore, la sua anima va in paradiso o all'inferno. Non c'è una seconda possibilità dopo la morte. La Bibbia ci dice: "L'uomo è destinato a morire una volta e poi ad affrontare il giudizio" (Ebrei 9:2, vedi anche Luca 16:19-31). Non servirebbe a nulla pregare per qualcuno che è morto.

#### Anglicanesimo
Il ‘’Libro delle preghiere comuni’’ del 1549 conteneva ancora la preghiera per i morti, poiché (nel servizio di comunione): «Raccomandiamo nella tua misericordia tutti gli altri tuoi servitori, che si sono allontanati da noi con il segno della fede e ora riposano nel sonno della pace: concedi loro, ti supplichiamo, la tua misericordia e la pace eterna». Dal 1552 qualsiasi riferimento esplicito ad una preghiera per i defunti scomparve dal Libro della preghiere comuni, e la pratica è denunciata nell'omelia "Sulla preghiera" (parte 3).
I non giurati della Chiesa d’Inghilterra avevano le preghiere per i morti, una pratica che si diffuse nel mondo anglicano inglese a metà del diciannovesimo secolo e che fu autorizzata nel 1900 per le forze in servizio in Sud Africa e da allora in altre forme di servizio. Molte giurisdizioni e parrocchie di tradizione anglo-cattolica continuano a praticare la preghiera per i morti, inclusa l'offerta della liturgia domenicale per la pace dei cristiani defunti che sono nominati, e la celebrazione della Commemorazione dei Defunti.
Il Libro della preghiera comune della Chiesa episcopale statunitense del 1979 include alcune preghiere per i morti. Le preghiere durante la liturgia eucaristica domenicale comprendono intercessioni per il riposo dei fedeli defunti. Inoltre, la maggior parte delle preghiere nel rito funerario sono per il defunto, inclusa la colletta di apertura:
O Dio, le cui misericordie non possono essere enumerate: accetta le nostre preghiere a favore del tuo servo N. e concedigli un ingresso nella terra della luce e della gioia, nella comunione dei tuoi santi; per mezzo di Gesù Cristo tuo Figlio nostro Signore, che vive e regna con te e con lo Spirito Santo, un solo Dio, ora e per sempre. Amen.
Secondo il Catechismo nel Libro della preghiera comune del 1979, "Preghiamo per (i morti), perché li portiamo ancora nel nostro amore e perché confidiamo che alla presenza di Dio coloro che hanno scelto di servirlo crescano nel suo amore, finché non lo vedono così com'è". Sebbene questa affermazione indichi che la preghiera è tipicamente fatta per coloro che sono noti per essere stati membri della Chiesa ("coloro che hanno scelto di servirlo"), la preghiera viene offerta anche per coloro la cui fede era incerta o sconosciuta - opzioni autorizzate nel rito funerario del Libro delle preghiere che consente di offrire preghiere che affidano così il defunto alla misericordia di Dio, pur mantenendo l'integrità su ciò che si sapeva della sua vita religiosa. Ad esempio, dopo le intercessioni, ci sono due opzioni per una preghiera conclusiva: la prima inizia: "Signore Gesù Cristo, ti raccomandiamo il nostro fratello (sorella) N., che è rinato dall'acqua e dallo Spirito nel Santo Battesimo . . ."; il secondo, invece, sarebbe appropriato per uno di cui non si conosce la fede e la posizione davanti a Dio:
’’ Padre di tutti, ti preghiamo per N. e per tutti coloro che amiamo ma non vediamo più. Concedi loro il riposo eterno. Lascia che la luce perpetua risplenda su di loro. Possano la sua anima e le anime di tutti i defunti, per la misericordia di Dio, riposare in pace. Amen.’’

#### Chiesa metodista
John Wesley, il fondatore della Chiesa metodista, affermò che: "Credo sia un dovere osservare la preghiera per i fedeli defunti". Egli «insegnò la correttezza della preghiera per i morti, la praticò lui stesso, fornì forme che altri potessero [praticare]». Due di queste preghiere nelle Forme sono: "O concedi che noi, con coloro che sono già morti nella tua fede e timore, possiamo insieme partecipare a una gioiosa risurrezione" e anche: "Per le tue infinite misericordie, degnati di portarci, insieme a quelli che sono morti in te, per gioire insieme davanti a te». In quanto tali, molti metodisti pregano "per coloro che riposano”.
Shane Raynor, uno scrittore metodista, spiega la pratica dicendo che è "appropriato pregare per gli altri nella comunità, anche attraverso il tempo e lo spazio", riferendosi alla dottrina della Comunione dei Santi come una "comunità composta da tutto il passato, presente, e futuri cristiani”.  In una dichiarazione congiunta con la Chiesa cattolica in Inghilterra e Galles, la Chiesa metodista di Gran Bretagna ha affermato che "i metodisti che pregano per i morti li raccomandano così alla continua misericordia di Dio".

#### Chiesa morava
Nela liturgia pasquale, la Chiesa morava prega per coloro che "si sono allontanati nella fede di Cristo" e "rende grazie per la loro santa dipartita".

#### Chiese riformate
Le chiese riformate si oppongono spesso alla preghiera per i morti, in quanto considerata inutile. Tuttavia, la chiesa presbiteriana statunitense prevede una "commemorazione di coloro che sono morti nella fede". Senza petizioni per i morti, ma ricordando che la chiesa sulla terra fa parte di una più ampia compagine di santi con la chiesa in cielo, possiede altre preghiere che combinano il ringraziamento per i morti con le richieste per i vivi.

#### Chiese irvingie
La Chiesa neo-apostolica, la più grande delle Chiese irvingie, pratica la preghiera per i defunti. I servizi divini per i fedeli defunti si svolgono tre volte l'anno; inoltre, "i cristiani neo-apostolici pregano anche affinché le anime che sono morte in uno stato irredento possano trovare salvezza in Cristo".

#### Altre chiese
La preghiera per i morti non è praticata dai membri delle chiese cristiane battiste e non confessionali. Ad esempio, i membri delle Chiese battiste sostengono che "i morti non ricevono alcun beneficio dalle preghiere, dai sacrifici, ecc. dei vivi".

#### Chiesa di Gesù Cristo dei Santi degli Ultimi Giorni
La Chiesa di Gesù Cristo dei Santi degli Ultimi Giorni ha una serie di sacre ordinanze e rituali che vengono celebrati per i morti. Tra questi ci sono il Battesimo per i morti e il suggellamento dei morti alle famiglie. Queste pratiche si basano su molteplici scritture del Nuovo Testamento, alcune delle quali sono 1 Corinzi 15:29-32 e Matteo 16:19.

## Induismo
Nell'Induismo esistono discorsi funebri con preghiere per i morti.  Molti di questi discorsi funebri vengono letti dal Mahābhārata[, di solito in sanscrito. I membri della famiglia pregano intorno al corpo il prima possibile dopo la morte. Le persone cercano di evitare di toccare il cadavere poiché ciò è considerato una forma di contaminazione.

## Islam
Nell'Islam, i musulmani delle varie comunità si riuniscono per le preghiere collettive per il perdono dei morti, viene recitata una preghiera e questa preghiera è conosciuta come Salat al-Janazah (preghiera Janazah). Come le preghiere Salat al-Eid per i giorni sacri, la preghiera Janazah incorpora altri (quattro) Takbirs, il nome arabo della frase Allahu Akbar, per la quale tuttavia non è previsto il Ruku (l’atto di inchinarsi) e il Sujud (prostrarsi). Si recita la supplica per il defunto e per l'umanità. In circostanze straordinarie, la preghiera può essere posticipata e recitata in un secondo momento, come è stato fatto nella battaglia di Uhud.
Il dogma afferma che è obbligatorio per ogni maschio adulto musulmano eseguire la preghiera funebre alla morte di qualsiasi musulmano, ma dal punto di vista pratico afferma che quando lo Janazah viene eseguito da pochi, tale obbligo è attenuato per tutti.
Inoltre, "La pace sia su di lui" (a volte abbreviato per iscritto come PBUH) è una preghiera costantemente ripetuta per i morti, ad esempio per il profeta Maometto.

## Ebraismo
Le preghiere per i morti fanno parte dei servizi ebraici Le preghiere offerte in nome del defunto consistono in: Recita dei Salmi, e nel recitare una preghiera comunitaria tre volte al giorno in aramaico, nota come Kaddish. Kaddish in realtà significa "Santificazione" (o "Preghiera di santificazione") che è una preghiera "In lode di Dio"; oltre ad altri ricordi speciali conosciuti come Yizkor ; e anche un Hazkara che si dice sia nella commemorazione annuale detta Yahrzeit che nelle festività ebraiche. La forma in uso in Inghilterra contiene il seguente passaggio: "Abbi pietà di lui; perdona tutte le sue trasgressioni...Ripara la sua anima all'ombra delle Tue ali. Fagli conoscere il sentiero della vita".
El Maleh Rachamim è la vera preghiera ebraica per i morti, sebbene meno conosciuta del Kaddish del lutto. Mentre il Kaddish non menziona la morte, ma afferma piuttosto la ferma fede delle persone in lutto nella bontà di Dio, El Maleh Rachamim è una preghiera per la pace dei defunti. Ci sono varie traduzioni per l'ebraico originale che variano in modo significativo.
Una occorrenza della preghiera ebraica e dell'offerta di sacrifici per i morti al tempo dei Maccabei è citata in 2 Maccabei, un libro scritto in greco, che, sebbene non accettato come parte della Bibbia ebraica, è considerato canonico dal Cristianesimo orientale e dalla Chiesa cattolica romana:
(12:40-46)
Jacques Le Goff, storico e agnostico francese, concludeva: “Al tempo di Giuda Maccabeo – intorno al 170 a.C., periodo sorprendentemente innovativo – la preghiera per i morti non era praticata, ma un secolo dopo era praticata da alcuni ebrei”.
Questo stralcio di citazione non spiega per quali motivi Le Goff sostenesse che la preghiera per i morti non fosse in uso nella prima metà del II secolo a.C. Il racconto dell'azione di Giuda Maccabeo fu scritto a metà della seconda metà dello stesso secolo, intorno al 124 a.C., e secondo Philip Schaff la sua menzione della preghiera per i morti "sembra implicare abitudine".

## Mandeismo
Nel mandeismo, la masiqta è una lunga cerimonia per i morti eseguita nell'arco di molti giorni. Molte preghiere del Qolasta e di altri testi mandei vengono recitate durante una masiqta, di cui esistono diversi tipi.

## Fede baháʼí
I seguaci della fede bahá'í credono che l'anima continui a progredire verso Dio nell'aldilà. In effetti, la definizione bahá'í di paradiso e inferno sono rispettivamente vicinanza e lontananza da Dio nell'aldilà. La convinzione è che le anime continuano i loro viaggi possono essere aiutate nel loro progresso dalla recita di preghiere per i defunti. Ecco un esempio di una di queste preghiere:
Oh mio Dio! O tu perdonatore dei peccati, dispensatore di doni, dissipatore di afflizioni!
In verità, ti supplico di perdonare i peccati di coloro che hanno abbandonato la veste fisica e sono ascesi al mondo spirituale.
O mio Signore! Purificali dalle trasgressioni, dissipa i loro dolori e trasforma le loro tenebre in luce. Fa' che entrino nel giardino della felicità, purificali con l'acqua purissima e fa' che contemplino i tuoi splendori sul monte più alto.
La preghiera per i morti è una preghiera particolare per i defunti, recitata ai funerali baháʼí prima dell'internamento.

## Taoismo
I taoisti cantano Qinghuahao (青華誥) o Jiukujing (救苦經).

## Zoroastrismo
Gli zoroastriani cantano preghiere per i morti durante le loro cerimonie funebri, chiedendo a Dio di perdonare il defunto.